# Jacques Viger (Politiker, 1787)

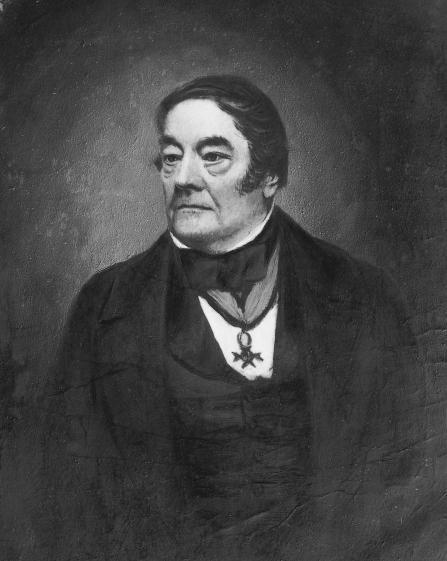
Jacques Viger

Jacques Viger (* 7. Mai 1787 in Montreal; † 12. Dezember 1858 ebenda) war ein kanadischer Politiker und von 1833 bis 1836 der erste Bürgermeister der Stadt Montreal. Darüber hinaus war er auch Offizier, Journalist, Autor und Historiker.

## Leben
Der Sohn von Jacques Viger sr. erhielt seine Ausbildung am Sulpizianer-Kollegium Saint-Raphaël in Montreal. 1808 und 1809 arbeitete er vorübergehend in Québec als Redakteur der Zeitung Le Canadien. Daraufhin begann er an Ma Saberdache zu arbeiten, einer Sammlung persönlicher Betrachtungen sowie transkribierter Dokumente und Briefwechsel von historischer Bedeutung. Sein Lebenswerk sollte letztlich 43 Bände umfassen. Während des Britisch-Amerikanischen Kriegs diente er unter Charles-Michel de Salaberry als Hauptmann des leichten Infanterieregiments Voltigeurs canadiens. Nach Kriegsende diente er in der Montrealer Miliz.
1813 begann Vigers Karriere im öffentlichen Dienst, als Inspektor für Straßen und Brücken. Diese Aufgabe übte er neben seiner militärischen Funktion aus. 1825 erhielt er den Auftrag zur Durchführung der Volkszählung auf der Île de Montréal, drei Jahre später setzte er eine Neueinteilung der Wahlkreise um. Auf sein Betreiben hin wurden die Hürden des Zensuswahlrechts deutlich gesenkt, wovon vor allem die weniger wohlhabenden Frankokanadier profitierten. 1826 war er Mitbegründer der Zeitung La Minerve.
1832 erhielt Montreal den Stadtstatus und somit das Recht, sich selbst zu verwalten. Nicht zuletzt aufgrund seines guten Rufes, den er als Beamter erworben hatte, gelang Viger 1833 die Wahl zum ersten Bürgermeister der Stadt. Abgesehen von umfangreichen Kanalisationsbauten in den Vorstädten, mit denen der Ausbruch von Choleraepidemien eingedämmt werden konnte, war seine Amtszeit kaum von Fortschritten geprägt. Viger, der das erste Montrealer Stadtwappen entworfen hatte, trat 1836 zurück, woraufhin die Stadt für die Dauer von vier Jahren wieder unter die Verwaltung eines Rates von Friedensrichtern gestellt wurde. 1840 musste er sein Amt als Straßen- und Brückeninspektor aufgeben, da er im Verdacht stand, die Niederkanada-Rebellion unterstützt zu haben (sein Cousin Louis-Joseph Papineau war Anführer der Rebellen gewesen).

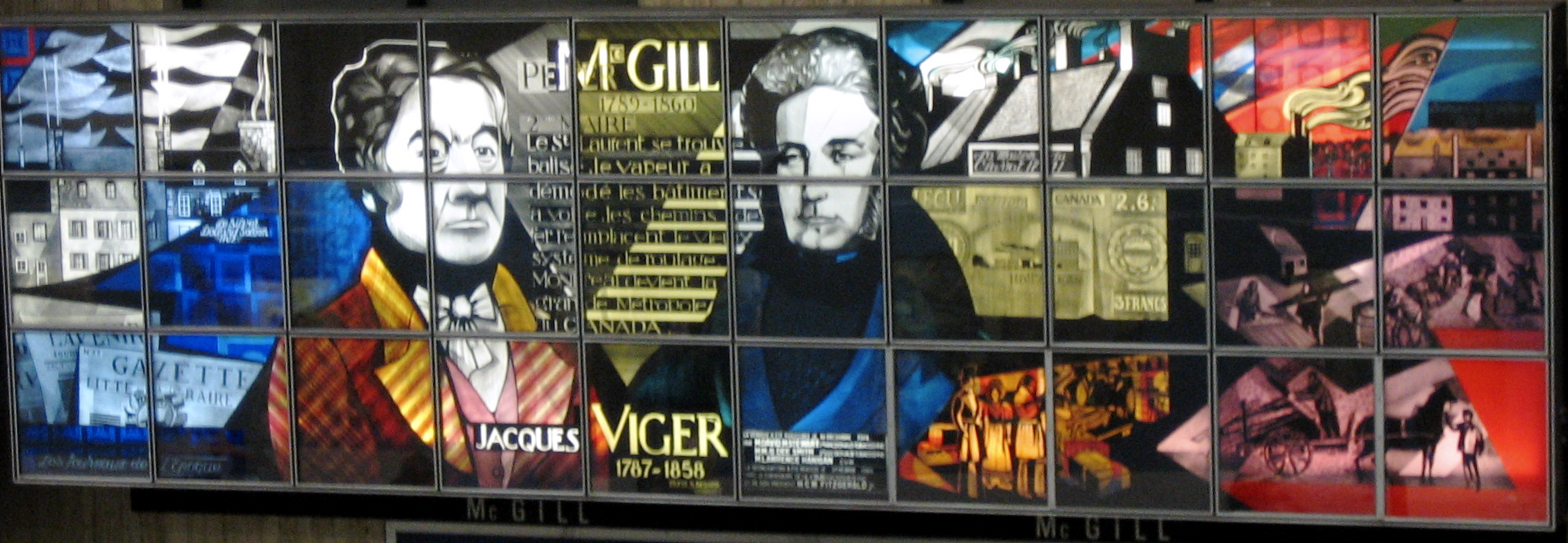
Glasmalerei in der Metrostation McGill, auf der Jacques Viger und Peter McGill abgebildet sind.

Viger widmete sich vermehrt seinen Forschungen, wobei er sich auf die Geschichte und Geografie der Region Montreal spezialisierte. Er gab mehrere Bücher heraus, die sich vor allem mit den religiösen Institutionen der Stadt befassten. 1843 war Viger Mitbegründer der Société Saint-Jean-Baptiste de Montréal und 1858 der Société historique de Montréal. Für seine Verdienste erhielt er 1855 den Gregoriusorden verliehen. Seine Büchersammlung umfasste 1200 Werke. Ein Jahr nach seinem Tod erschien der erste Teil einer Abhandlung über die Sklaverei in Kanada, die er zusammen mit Louis-Hippolyte La Fontaine verfasst hatte.